# Топоним
Топоним је географски назив неког места, града, села, државе, реке, језера, планине, мора и др. Према међународним стандардима, УНЕСКО неприхватљиво је извртање историјских назива места и преименовања.

## Врсте топонима
- Ојконими
- Ороними
- Спелеоними
- Урбаноними
- Хидроними
- Хороними